# Gabriele Grollmann-Mock

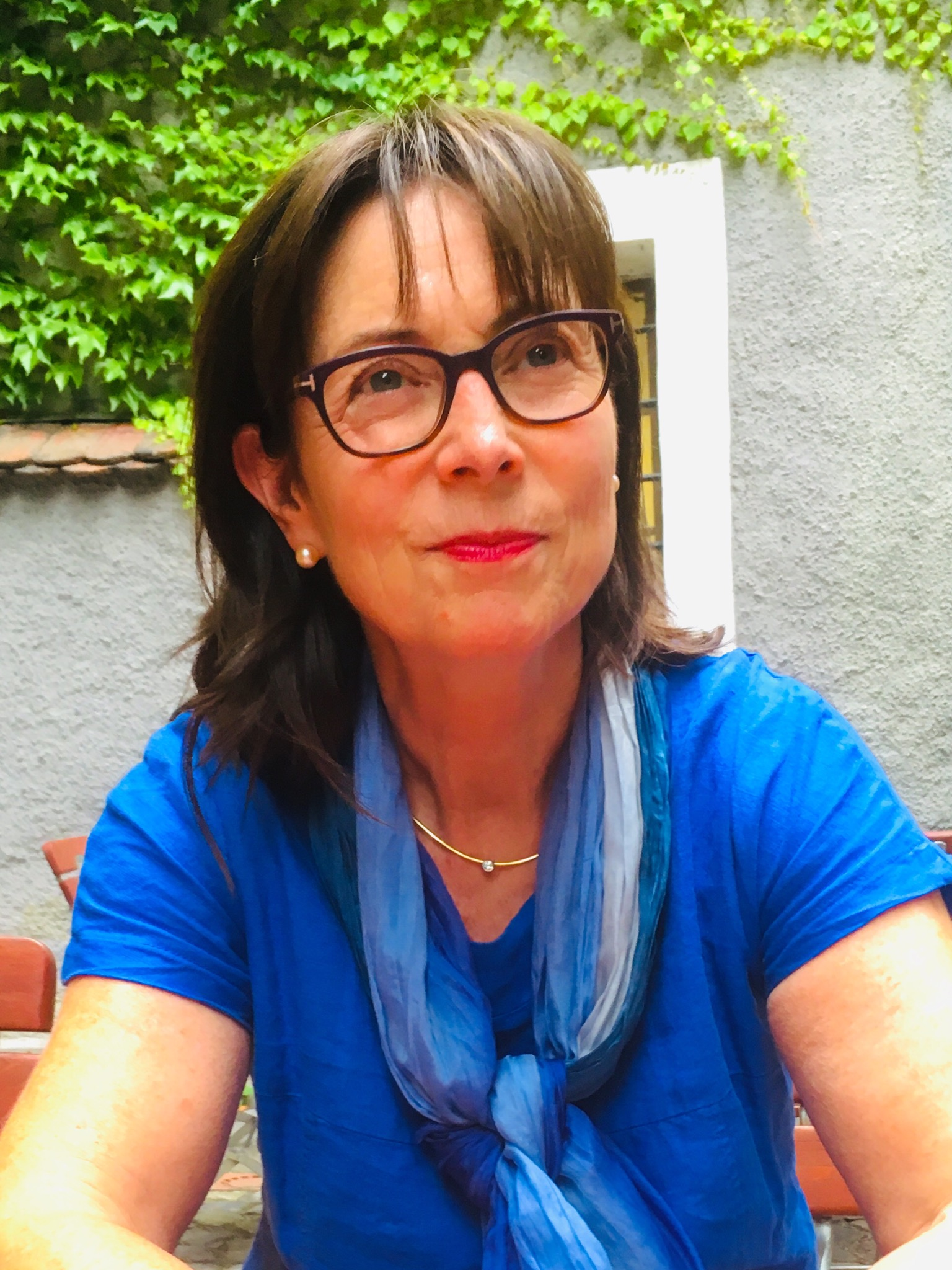
Gabriele Grollmann-Mock, 2019

Gabriele Grollmann-Mock (* 27. Juni 1959 in Bottrop) ist eine deutsche Kommunalbeamtin und Politikerin (parteilos) und war von 2015 bis 2020 hauptamtliche Bürgermeisterin der Stadt Schwelm im Ennepe-Ruhr-Kreis.
Nach ihrem Abitur am Josef-Albers-Gymnasium in Bottrop wurde Grollmann zur Diplom-Verwaltungswirtin ausgebildet. Von 1982 bis 2014 war sie bei der Stadtverwaltung Gladbeck tätig und wechselte danach zum Ordnungsamt der Stadt Münster.
Grollmann-Mock wurde bei der Kommunalwahl am 30. September 2015 mit 62,3 % der abgegebenen gültigen Stimmen gegen den Amtsinhaber Jochen Stobbe (SPD, 37,7 %) zur Bürgermeisterin von Schwelm gewählt und war seit dem 21. Oktober 2015 im Amt. Bei der Wahl wurde sie von der CDU, Bündnis 90/Die Grünen, FDP sowie den zwei Schwelmer Wählergemeinschaften SWG und BfS unterstützt.
Am 18. April 2019 erklärte sie den Verzicht auf eine erneute Kandidatur als Bürgermeisterin im Jahre 2020.
Gabriele Grollmann-Mock ist Mutter einer erwachsenen Tochter. Sie ist seit 2019 mit dem Kölner Fotografen Hermann Mock verheiratet. Als ausgebildeter CliniClown begleitet Grollmann-Mock in ihrer Freizeit kranke Kinder oder an Demenz erkrankte Menschen.